# ميل تيليس
لوني ملفين «ميل» تيليس (بالإنجليزية: Lonnie Melvin Tillis)‏ (8 أغسطس 1932 – 19 نوفمبر 2017) هو مغني وكاتب أغاني أميركي راحل. بدأ بتسجيل الأغاني منذ أواخر الخمسينات، إلا أنه حقق النجاح لاحقا في السبعينيات، وكان قبلها معروفا في مجال تأليف الأغاني.
وتشمل أهم أغاني تيليس "I Ain't Never"، و "Good Woman Blues"، و "Coca-Cola Cowboy". منحه الرئيس باراك أوباما الوسام الوطني للفنون لمساهماته في موسيقى الكانتري في 13 فبراير 2012. كما فاز بجائزة «فنان العام» التي تمنحها جمعية موسيقى الكانتري. عانى تيلس من إعاقة في الكلام، ولكنها لم تؤثر على غنائه. وهو والد نجمة الكانتري بام تيليس.

## بدايات حياته
ولد ميل تيليس في 8 أغسطس 1932، في مدينة تامبا في غرب ولاية فلوريدا وهو ابن بورما روجرز (1907-1990) ولوني لي تليس (1907-1991). انتقلت العائلة إلى مدينة باهوكي في فلوريدا (بالقرب من ويست بالم بيتش). عانى من التلعثم خلال طفولته بعد إصابته بالملاريا. تعلم تيليس في طفولته الطبول والإيتار، وفاز بعرض مواهب محلي عندما كان عمره 16 عامًا. دخل جامعة فلوريدا، ولكنه انسحب وانضم إلى سلاح الجو الأمريكي. قام بتشكيل فرقته وهو يعمل كخباز للجيش في أوكيناوا، وغنى في النوادي الليلية المحلية.
غادر تيليس سلاح الطيران في عام 1955، وعاد إلى فلوريدا حيث عمل في عدد من الوظائف البسيطة، وفي النهاية وجد عملاً مع خط سكة حديد أتلانيك كوست في تامبا. استعمل رخصة سكة الحديد ليزور ناشفيل، وفي النهاية أجرى مقابلة مع ويزلي روز صاحب دار النشر الشهيرة روز أكوف ميوزيك، وشجعه روز على العودة إلى فلوريدا ومواصلة شحذ مهاراته في كتابة الأغاني. انتقلت تيليس في النهاية إلى ناشفيل وبدأت بكتابة الأغاني بدوام كامل. ألف تيليس أغنية "I'm Tired"، والتي نالت النجاح عندما غناها ويب بيرس ووصلت للمركز الثالث على قائمة بيلبورد لأغاني الكانتري في عام 1957. ومن بين أغاني تيليس الناجحة الأخرى التي أداها ويب بيرس "Honky Tonk Song" و "Tupelo County Jail". كما سجل أغانيه راي برايس وبريندا لي. أصبح تيليس مؤلف أغاني ناجح بحلول أواخر الخمسينات، ووقع عقدًا مع شركة كولومبيا للتسجيلات. أول أغنية له تدخل القوائم كانت "The Violet and a Rose" في عام 1958 وتلتها أغنية "Sawmill".

## الارتقاء للشهرة
واصل تيليس كتابة الأغاني الناجحة لفنانين آخرين مثل "I ain’t Never" للمغني ويب بيرس و "Detroit City" للمغني بوبي بير، وMental Revenge"" للمغني وايلون جيننغز و"Ruby, Don't Take Your Love to Town" التي نجحت دوليا مع فريق كيني روجرز أند ذا فيرست إديشن. كانت تسجيلاته الخاصة تدخل قوائم مجلات بيلبورد وكاشبوكس، ولكنه لم يحقق نجاحًا كبيرًا بذاته.
انتقل تيليس إلى علامة كاب ريكوردز في منتصف الستينات، وفي عام 1965، أصدر أول أغنية ناجحة له بعنوان "Wine". وتابعها بأغاني أخرى مثل "Stateide" و "Life Turned Her Way"، والتي غناها لاحقا ريكي فان شيلتون في عام 1988 تصدر بها قائمة بيلبورد. في عام 1968، سجل تيليس أغنية "Who's Julie"، وكانت أول أغنية له تصل العشرة الأوائل عل قائمة بيلبورد لأغاني الكانتري. كما ظهر بشكل منتظم في برنامج بورتر واغونر.

## ذروة مسيرته
حقق تيليس النجاح الذي أراده بحلول عام 1969 بأغاني مثل "These Lonely Hands of Mine"، ثم أغنية "Heart Over Mind" في السنة التالية، فكانت هذه انطلاقته الحقيقية كمغني. تصدر تيليس قائمة أغاني الكانتري في عام 1972 بأغنيته "I ain’t Never". سجل تيليس معظم أغانيه على علامة إ م جي إم. كما سجل أغاني ناجحة أخرى مثل "Neon Rose"، تبعه "Sawmill".
وقع تيليس عقدا مع إم سي أيه ريكوردز في عام 1976 وحقق معها أكبر نجاحاته. تصدر قائمة بيلبورد بأغنيتين عام 1976 هما "Good Woman Blues" و "Heart Healer". وبفضل هذا النجاح، فاز تيليس في عام 1976 بجائزة فنان العام في جوائز جمعية موسيقى الكانتري، كما أدخل في قاعة مشاهير كتاب الأغاني في ناشفيل في نفس العام. تصدر القائمة مجددا في عام 1978 بأغنية "I Believe in You"، ثم مرة أخرى في عام 1979 بأغنية "Coca-Cola Cowboy"، والتي ظهرت في فيلم Every Which Way but Loose للفنان كلينت ايستوود، وظهر هو نفسه بشكل شرفي. شارك ميل أيضا في استضافة برنامج منوعات قصير الأمد في عام 1978 على تلفزيون ABC، بعنوان Mel and Susan Together مع العارضة سوزان أنطون. انتقل تيليس إلى علامة أخرى، وهي إليكترا ريكوردز، في منتصف عام 1979، واستمر بإصدار الأغاني التي وصلت مراكز متقدمة على القوائم.
حافظ تيليس على موقعه كأحد أشهر مطربي الكانتري في عصره. آخر أغنية له تتصدر القوائم كانت أغنية Southern Rains عام 1980. في نفس العام، أصدر ألبومًا ثنائيا مع نانسي سيناترا. بقي مع علامة إليكترا حتى عام 1982، قبل أن يعود إلى MCA لفترة وجيزة.
بنى تيليس في هذا الوقت إمبراطورية مالية بفضل الاستثمار في شركات نشر الموسيقى، واشترى محطات راديو في مدينة أماريلو في تكساس، وباعها لاحقا بسعر جيد. ظهر تيليس في أفلام مثل Smokey and Bandit II عام 1980، وذا كانونبول رن عام 1981. وقع لاحقا مع علامات آر سي أيه وميركوري وكيرب، ولكن نجاحه كان يخبو على القوائم في هذا الوقت.

## سنواته التالية
واصل تيليس كتابة الأغاني في الثمانينات لنجوم مثل ريكي سكاغز وراندي ترافيس. كما كتب سيرة ذاتية، وظهر كمتحدث تجاري تلفزيوني لمطاعم واتابرجر خلال الثمانينيات. واصل تسجيل الأغاني، ولكن ليس بنفس نجاحه السابق، حيث تأثرت مسيرته بالتغييرات في صناعة موسيقى الكانتري في أوائل التسعينات كما حدث مع معظم معاصريه. قام ببناء مسرح في برانسون، ميزوري حيث كان يؤدي بشكل منتظم حتى عام 2002. في عام 1998، تعاون مع بوبي بير ووايلون جينينغز وجيري ريد لتشكيل فريق The Old Dogs. سجلت المجموعة ألبومًا مزدوجًا وكانت أغانيه كلها من تأليف شيل سيفرستين. في يوليو 1998، أصدرت الفرقة ألبومين على علامة تسجيلات أتلانتيك، كما أنتجت فيديو كليب، بالإضافة إلى ألبوم أفضل الأعمال (تكوّن من أغاني أصدروها سابقا بشكل منفصل).
في التسعينيات، أصبحت ابنته، بام تيليس، مغنية كانتري ناجحة، وسجلت العديد من الأغاني، وأشهرها كانت Mi Vida Loca (My Crazy Life) التي احتلت المركز الأول.
قام برنامج غراند أول أوبري بإدخال ميل تيليس في 9 يونيو 2007. تم إدخاله إلى البرنامج عن طريق ابنته بام. كما أعلن في 7 أغسطس من ذلك العام أن تيليس سيتم إدخاله في قاعة مشاهير موسيقى الكانتري، وذلك إلى جانب مع رالف ايمري وفينس جيل.

## الوفاة
عانى تيليس من عدة أمراض منذ يناير 2016، وتوفي في 19 نوفمبر 2017 بسبب قصور في الجهاز التنفسي في مدينة أوكالا في فلوريدا، عن عمر يناهز 85 عامًا. أنجب تيليس ستة أطفال: ابن واحد هو ميل الابن والذي تبعه في مجال تأليف الأغاني، وخمس بنات هن بام، كاري، كوني، سيندي، هانا.

## سيرة
- Tillis، Mel (1984). Stutterin' Boy : The Autobiography of Mel Tillis. Rawson Assoc. ISBN:978-0892562633. مؤرشف من الأصل في 2022-02-17.

## وصلات خارجية
ميل تيليس على موقع IMDb (الإنجليزية)
- ميل تيليس على موقع الموسوعة البريطانية (الإنجليزية)
- ميل تيليس على موقع ميوزك برينز (الإنجليزية)
- ميل تيليس على موقع إن إن دي بي (الإنجليزية)
- ميل تيليس على موقع أول ميوزيك (الإنجليزية)
- ميل تيليس على موقع ديسكوغز (الإنجليزية)
- ميل تيليس على موقع قاعدة بيانات الفيلم (الإنجليزية)
- الموقع الرسمي
- Mel Tillis at the قاعة مشاهير موسيقى الكانتري